# Piotrek zgubił dziadka oko, a Jasiek chce dożyć spokojnej starości (serial telewizyjny)
Piotrek zgubił dziadka oko, a Jasiek chce dożyć spokojnej starości – siedmioodcinkowy polski serial fabularny w reżyserii Macieja Wojtyszki, powstały na podstawie cyklu powieści Lucyny Legut, Piotrek zgubił dziadka oko, a Jasiek chce dożyć spokojnej starości, Jasiek pisze kronikę rodzinną, a Piotrek ciągle się w kimś kocha i O tym, jak Jasiek został bezimiennym bohaterem albo awantura o sławę.

## Fabuła
Serial opowiada o dwóch chłopcach, dwunastoletnim Piotrku i dziesięcioletnim Jaśku oraz ich rodzicach, prowincjonalnych aktorach, którym życie upływa na krytycznym podglądaniu rodziców i na robieniu sobie wzajemnie i rodzicom kawałów.

## Obsada
- Mateusz Jankowski jako Piotrek
- Igor Wolski jako Jasiek
- Paweł Aigner-Piotrowski jako Karol Purwicz, ojciec chłopców
- Katarzyna Skarżanka jako Łucja Purwicz, matka chłopców

## Spis odcinków
|                |                                       |  |  |
| SERIA PIERWSZA |                                       |  |  |
|                |                                       |  |  |
| 01             | Straszna wizyta                       |  |  |
|                |                                       |  |  |
| 02             | Idiotyczne przyjęcie                  |  |  |
|                |                                       |  |  |
| 03             | Dorośli psują zabawę                  |  |  |
|                |                                       |  |  |
| 04             | Zjazd koleżeński                      |  |  |
|                |                                       |  |  |
| 05             | Tata rozwodzi się z mamą              |  |  |
|                |                                       |  |  |
| 06             | Ciocia Dzidzia jest strasznie nerwowa |  |  |
|                |                                       |  |  |
| 07             | Jaśka wzięli do filmu                 |  |  |
|                |                                       |  |  |